# Rourea induta
Rourea induta är en tvåhjärtbladig växtart som beskrevs av Jules Émile Planchon. Rourea induta ingår i släktet Rourea och familjen Connaraceae. Utöver nominatformen finns också underarten R. i. reticulata.